# 珠江戲院
珠江戲院位於土瓜灣馬頭涌道，1964年5月16日開幕，座位1,895個，是當時香港第二大的戲院，上映首部電影為石慧、傅奇及平凡主演的《龍鳳呈祥》。於1994年3月27日結業，現址為中資地產商中國海外發展的海悅豪庭，時至今日部份紅色小巴仍以珠江戲院為站名。

## 歷史
珠江戲院與觀塘的銀都戲院及灣仔的南洋戲院一樣，專門放映「雙南線」的電影，大部份屬國產電影。
在香港1967年暴動期間，珠江戲院為當其時共產黨其中一個在九龍的重要據點。

## 外部連結
- 珠江戲院的「雄偉」 （页面存档备份，存于）